# Elizabeth Smart
Elizabeth Ann Gilmour (nata Smart) (Salt Lake City, 3 novembre 1987) è una giornalista statunitense, attivista per la sicurezza dei bambini e commentatrice per ABC News, diventata nota all'età di 14 anni quando è stata rapita dalla sua casa a Salt Lake City da Brian David Mitchell. Mitchell e sua moglie, Wanda Barzee, l'hanno tenuta prigioniera per nove mesi fino a quando non è stata salvata dagli agenti di polizia in una strada a Sandy, nello Utah.
Da allora Smart ha continuato a lavorare come attivista e difensore delle persone scomparse. La sua vita e il suo rapimento sono stati oggetto di numerosi libri di saggistica e film.

## Biografia
Elizabeth Ann Smart è nata nel novembre 1987 a Salt Lake City, nello Utah, da Edward "Ed" e Lois Smart. La sua famiglia faceva parte della Chiesa di Gesù Cristo dei santi degli ultimi giorni. È la secondogenita della famiglia; ha quattro fratelli e una sorella. Smart ha frequentato la Bryant Middle School e la East High School di Salt Lake City. Successivamente si è iscritta alla Brigham Young University, dove ha conseguito il Bachelor of Music in arpa.

### Rapimento
Il 5 giugno 2002, la quattordicenne Smart è stata rapita con un coltello dalla sua camera da letto nella casa della sua famiglia a Salt Lake City. Per i successivi nove mesi, è stata violentata quotidianamente, legata e minacciata di morte se avesse tentato di scappare. È stata salvata dagli agenti di polizia il 12 marzo 2003, in una strada pubblica a Sandy, nello Utah, a 29 km da casa sua. Due testimoni hanno riconosciuto i rapitori Brian David Mitchell e Wanda Ileen Barzee da un episodio di America's Most Wanted.
Il 16 novembre 2009, in seguito ad un patteggiamento con le autorità, Barzee si è dichiarata colpevole di aver assistito al rapimento di Elizabeth Smart. Il 19 maggio 2010, il giudice federale Dale A. Kimball ha condannato Barzee a 15 anni di prigione federale. Come parte di un patteggiamento tra la difesa e i pubblici ministeri federali, ha riconosciuto a Barzee sette anni che aveva già scontato. Il tribunale ha ritenuto Mitchell competente a sostenere un processo per rapimento e accuse di violenza sessuale. È stato giudicato colpevole per entrambi i capi di imputazione e condannato nel maggio 2011 a due ergastoli in una prigione federale.

### Attivismo

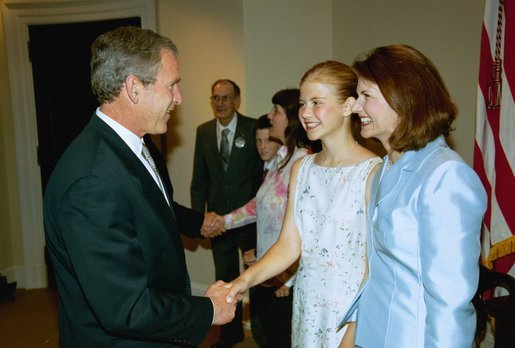
Elizabeth Smart (al centro) e sua madre Lois incontrano il Presidente George W. Bush nella Roosevelt Room alla firma del "PROTECT Act" del 2003

L'8 marzo 2006 Smart si è presentata al Congresso degli Stati Uniti per sostenere la legislazione sui predatori sessuali e il sistema di allarme AMBER. Il 26 luglio 2006 ha parlato dopo la firma dell'Adam Walsh Act. Nel maggio 2008 si è recata a Washington, dove ha contribuito a presentare un libro, You're Not Alone, pubblicato dal Dipartimento di Giustizia degli Stati Uniti. Conteneva voci su di lei e su altri quattro giovani adulti guariti.  Nel 2009, Smart ha commentato il rapimento di Jaycee Lee Dugard, sottolineando che soffermarsi sul passato è improduttivo.
Il 27 ottobre 2009, Smart ha parlato alla Conferenza delle donne 2009 in California, ospitata da Maria Shriver, sul superamento degli ostacoli nella vita. Nel 2011,  ha fondato la Elizabeth Smart Foundation, che mira a portare speranza e porre fine alla vittimizzazione e allo sfruttamento dell'aggressione sessuale attraverso la prevenzione, il recupero e la difesa.  Nel marzo 2011, Smart è stata una delle quattro donne a cui è stato assegnato il Diane von Furstenberg Award.  Il 7 luglio 2011, ABC News ha annunciato che avrebbe lavorato come commentatrice per loro, concentrandosi principalmente sulle persone scomparse.
Nel luglio 2012, Theta Phi Alpha National Fraternity le ha assegnato il premio Siena Medal. La medaglia è la più alta onorificenza che l'organizzazione conferisce a un non membro. Lo chiamarono in onore della loro protettrice, Santa Caterina da Siena. Il 1º maggio 2013, in una conferenza alla Johns Hopkins University sulla tratta di esseri umani, Smart ha discusso la necessità di enfatizzare l'autostima individuale nella lotta alla tratta di esseri umani e l'importanza di sfatare i miti culturali che circondano la perdita di valore delle ragazze in seguito ai contatti sessuali. Dopo essere stata violentata dal suo rapitore, ha ricordato l'impatto distruttivo dell'esposizione a programmi di educazione sessuale esclusivamente sull'astinenza. Molti di loro insegnano che una ragazza sessualmente attiva è simile a un pezzo di gomma masticato. "Ho pensato, 'Oh, mio Dio, sono quel pezzo di gomma masticato, nessuno ri-mastica un pezzo di gomma, lo butti via.' Ed è così facile sentirsi come se non valessi più, non avessi più valore", ha detto Smart. "Perché varrebbe la pena urlare? Perché farebbe differenza se venissi salvata? La tua vita non ha più valore". Smart ha continuato chiedendo agli ascoltatori di educare i bambini all'autostima, evitando di considerarsi vittime.
Nel febbraio 2014 Smart ha testimoniato davanti alla Camera dei rappresentanti dello Stato dello Utah a favore dell'HB 286. Il disegno di legge creerebbe un curriculum facoltativo da utilizzare nelle scuole dello Utah per fornire formazione sulla prevenzione degli abusi sessuali sui minori. All'inizio del 2015, Faith Counts ha presentato Smart in un video in cui spiega come la sua religione l'ha sostenuta durante il suo calvario e l'ha aiutata a guarire. A partire da settembre 2016, Smart è corrispondente per lo spettacolo sui crimini veri Crime Watch Daily. Vari politici statali hanno proposto progetti di legge che richiederebbero a tutti i computer di avere un filtro per la pornografia, etichettandolo come "Elizabeth Smart Law". Tuttavia, nel marzo 2018, il suo portavoce ha negato la sua relazione con la proposta. Il suo avvocato ha inviato ai politici una lettera di cessazione e desistenza in cui veniva loro chiesto di non usare il suo nome.
Il 5 giugno 2017, nel 15º anniversario del suo rapimento, Lifetime ha mandato in onda il film per la TV intitolato I Am Elizabeth Smart, narrato e prodotto da Smart: racconta la storia del suo rapimento dal suo punto di vista. Il film vedeva Alana Boden nei panni di Elizabeth Smart, Skeet Ulrich in quelli di Brian David Mitchell, Deirdre Lovejoy in quelli di Wanda Ileen Barzee; George Newbern impersonava Ed Smart e Anne Openshaw Lois Smart.  Nel 2018 Smart ha pubblicato Where There's Hope: Healing, Moving Forward, e Never Giving Up con St. Martin's Press.

## Vita privata
L'11 novembre 2009 Smart lasciò Salt Lake City per andare a Parigi come missionaria per la Chiesa di Gesù Cristo dei Santi degli Ultimi Giorni. La Smart tornò temporaneamente nel novembre 2010 in quanto testimone principale nel processo federale contro Brian David Mitchell. Dopo il processo, è tornata in Francia per portare a termine la sua missione, ritornando nello Utah all'inizio del 2011.
Mentre si trovava Parigi, Smart incontrò Matthew Gilmour, originario della Scozia. I due si sono sposati il 18 febbraio 2012, in una cerimonia privata nel Tempio Laie Hawaii.  Da allora, la coppia ha avuto tre figli, nati nel 2015, 2017 e 2018.
Nel 2019, mentre tornava a casa nello Utah a bordo di un volo Delta Air Lines, Smart ha affermato di essere stata svegliata da un passeggero maschio accanto a lei che le massaggiava l'interno coscia. Ha denunciato l'incidente e ha avviato un programma di autodifesa per donne e ragazze chiamato Smart Defense.